# Gerald Wallace
Gerald Jermaine Wallace (Sylacauga, Alabama; 23 de julio de 1982) es un exjugador de baloncesto estadounidense que disputó 14 temporadas en la NBA. Con 2,01 metros de altura, jugaba en la posición de alero.

## Carrera

### Instituto
Wallace asistió a la escuela secundaria en Childersburg, donde tuvo una carrera muy exitosa. Por sus esfuerzos y sus excelentes estadísticas en su última temporada fue nombrado Naismith Prep Player of the Year Award, una distinción que se otorga al mejor jugador de baloncesto de la High School. El 26 de marzo de 2002, su instituto retiró su dorsal, en su honor.

### Universidad
Tras graduarse en el instituto en 2000, donde fue nombrado "Mr. Basketball" de Alabama y fue capaz de anotar 59 puntos en un partido, Wallace asistió a la Universidad de Alabama un año antes de declararse elegible para el draft del 2001. Tras su primer año, fue nombrado en el mejor quinteto de freshman de su conferencia. En su único año en la universidad promedió con los Crimson Tide 9,8 puntos, 6 rebotes y 1,5 asistencias por partido.

### NBA

#### Sacramento Kings
Fue elegido por Sacramento Kings en la 25.ª posición del Draft de la NBA de 2001, donde pasó tres años jugando muy poco y con unas estadísticas muy pobres. Participó en el Concurso de Mates de la Nba de 2002 finalizando en 2.ª posición por detrás de Jason Richardson. Este concurso se redujo a Jason Richardson y Gerald Wallace. Cada hombre tenía un gran arsenal de mates, pero al final Jason Richardson ganó el Concurso de Mates de la NBA.

#### Charlotte Bobcats

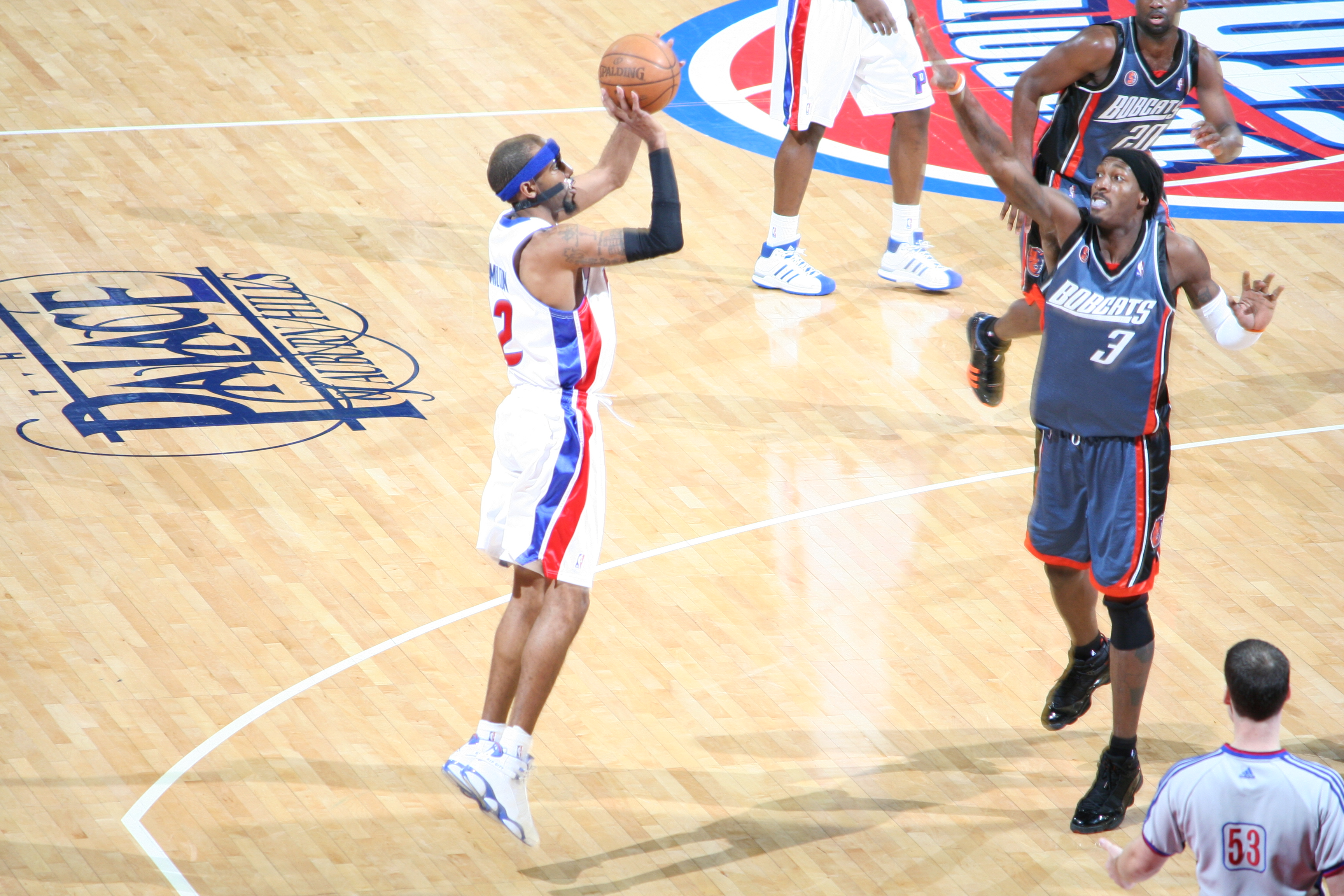
Wallace defendiendo a Richard Hamilton.

En 2004, Charlotte Bobcats le seleccionó en el draft de expansión, liderando a su equipo desde el principió promediando 11.1 puntos, 5.5 rebotes y 2 asistencias en su primera temporada. En su segunda campaña en los Bobcats, consiguió promediar 2 tapones y 2 robos, algo que tan solo había conseguido David Robinson y Hakeem Olajuwon en la historia de la NBA. En la temporada 2006-07 Wallace promedió 18.1 puntos por partido 7,2 rebotes y 2,6 asistencias siendo el claro líder del equipo. Para la siguiente campaña Wallace mejoró aún más sus números llegando hasta los 19.4 puntos por partido, siendo el máximo anotador de los Charlotte Bobcats. En el 2010 fue seleccionado para el All-Star Game, siendo el primer jugador de la historia de los Charlotte Bobcats en participar en un All-Star, y al finalizar la campaña fue seleccionado en el Mejor quinteto defensivo de la NBA completando así una gran una gran temporada para Gerald y también para los Charlotte Bobcats que se clasificaron por primera vez para unos Playoff en donde Wallace jugó cuatro partidos, todos ellos de titular y promedió 17,5 puntos, 9 rebotes, 2,3 asistencias, 1,2 robos y 1,5 tapones por partido, pero a pesar de esos promedios no consiguió que los Charlotte ganaran un solo partido ante unos Orlando Magic que les barrieron con un 4-0.
Sin embargo el 24 de febrero de 2011 Wallace es traspasado a los Portland Trail Blazers a cambio de Joel Pryzbilla, Dante Cunningham, Sean Marks y dos futuras rondas del Draft. Lo que hace que los Charlotte Bobcats pierdan a su hasta ahora mejor jugador de la historia de la franquicia y el único hasta el momento del equipo en ser convocado para un All-Star Game.
En ese momento era el líder histórico en anotación de los Charlotte Bobcats con 7437 puntos.

#### Portland Trail Blazers
El 24 de febrero de 2011 Wallace es traspasado a los Portland Trail Blazers por Joel Pryzbilla, Dante Cunningham, Sean Marks y dos futuras rondas del Draft. La mitad de la temporada comienza bien para Wallace y consiguen clasificarse para los Playoff, en donde juega seis partidos promediando 15.2 puntos, 9.2 rebotes, 2.8 asistencias, 1.3 rob y o.5 tapones por partido, cayendo en la primera ronda 4-2 contra Dallas Mavericks.
La siguiente temporada empieza bien para Wallace, formando una pareja muy eficaz con LaMarcus Aldridge pero a medida que avanza el juego de los Portland va disminuyendo, y con el Gerald, que, finalmente es traspasado a New Jersey Nets con unos promedios de 13.3 puntos, 6.6 rebotes y 2.7 asistencias en lo que iba de temporada.

#### New Jersey Nets
El 15 de marzo de 2012 fue traspasado a New Jersey Nets a cambio de Mehmet Okur, Shawne Williams y una primera ronda de draft protegida. En New Jersey lleva el número 45, ya que su número 3 de toda la vida está retirado en la franquicia como reconocimiento a Dražen Petrović. Wallace debuta frente a New Orleans Hornets consiguiendo 11 puntos, 3 rebotes, 3 asistencias y 3 tapones. En su segundo partido consigue 27 puntos, 12 rebotes, 1 asistencia y 1 tapón. El 8 de abril de 2012 se lesiona en el partido que jugaban contra los Cleveland Cavaliers, estando fuera de las pistas durante 10 días. Regresa el 19 de abril en la derrota de su equipo frente a los New York Knicks con unos números de 21 puntos, 5 rebotes y 1 asistencia. En junio de 2012, Wallace renuncia a otro más de contrato, por lo que pasará a ser agente libre en cuanto finalice su contrato, siendo el día 30 del mismo mes. El 11 de julio, Wallace firma un contrato con los Brooklyn Nets de 4 años a razón de 10 millones de dólares cada año.

#### Boston Celtics
El 12 de julio de 2013 firma con los Celtics.

#### Philadelphia 76ers
Tras casi dos años en Boston, Wallace es traspasado a Golden State Warriors a cambio de David Lee. Semanas después es parte de otro traspaso que lo envía a los Philadelphia 76ers, dejando a Jason Thompson como nuevo jugador de los Warriors. El 27 de septiembre de 2015, los 76ers renunciaron a él, antes de comenzar la temporada.

## Estadísticas de su carrera en la NBA
|  | Líder de la liga |

### Temporada regular
| Año      | Equipo     | PJ  | PT  | MPP  | %TC  | %3P  | %TL  | RPP  | APP | ROB | TPP | PPP  |
| -------- | ---------- | --- | --- | ---- | ---- | ---- | ---- | ---- | --- | --- | --- | ---- |
| 2001-02  | Sacramento | 54  | 1   | 8.0  | .429 | .000 | .500 | 1.6  | .5  | .3  | .1  | 3.2  |
| 2002-03  | Sacramento | 47  | 7   | 12.1 | .492 | .250 | .527 | 2.7  | .5  | .5  | .3  | 4.7  |
| 2003-04  | Sacramento | 37  | 1   | 9.1  | .360 | .000 | .458 | 2.0  | .5  | .4  | .4  | 2.0  |
| 2004-05  | Charlotte  | 70  | 68  | 30.7 | .449 | .274 | .661 | 5.5  | 2.0 | 1.7 | 1.3 | 11.1 |
| 2005-06  | Charlotte  | 55  | 52  | 34.5 | .538 | .280 | .614 | 7.5  | 1.7 | 2.5 | 2.1 | 15.2 |
| 2006-07  | Charlotte  | 72  | 71  | 36.7 | .502 | .325 | .691 | 7.2  | 2.6 | 2.0 | 1.0 | 18.1 |
| 2007-08  | Charlotte  | 62  | 59  | 38.3 | .449 | .321 | .731 | 6.0  | 3.5 | 2.1 | .9  | 19.4 |
| 2008-09  | Charlotte  | 71  | 71  | 37.6 | .480 | .298 | .804 | 7.8  | 2.7 | 1.7 | .9  | 16.6 |
| 2009-10  | Charlotte  | 76  | 76  | 41.0 | .484 | .371 | .776 | 10.0 | 2.1 | 1.5 | 1.1 | 18.2 |
| 2010-11  | Charlotte  | 48  | 48  | 39.0 | .433 | .330 | .739 | 8.2  | 2.4 | 1.2 | 1.0 | 15.6 |
| 2010-11  | Portland   | 23  | 15  | 35.7 | .498 | .338 | .767 | 7.6  | 2.5 | 2.0 | .6  | 15.8 |
| 2011-12  | Portland   | 42  | 42  | 35.8 | .472 | .265 | .776 | 6.6  | 2.7 | 1.5 | .6  | 13.3 |
| 2011-12  | New Jersey | 16  | 16  | 35.8 | .416 | .385 | .859 | 6.8  | 3.1 | 1.4 | .7  | 15.2 |
| 2012-13  | Brooklyn   | 69  | 68  | 30.1 | .397 | .282 | .637 | 4.6  | 2.6 | 1.4 | .7  | 7.7  |
| 2013-14  | Boston     | 58  | 16  | 24.4 | .504 | .297 | .465 | 3.7  | 2.5 | 1.3 | .2  | 5.1  |
| 2014-15  | Boston     | 32  | 0   | 8.9  | .412 | .333 | .400 | 1.8  | .3  | .5  | .1  | 1.1  |
| Total    | Total      | 832 | 611 | 29.7 | .469 | .312 | .709 | 5.8  | 2.1 | 1.4 | .8  | 11.9 |
| All-Star | All-Star   | 1   | 0   | 15.0 | .333 | .000 | .000 | 3.0  | 1.0 | .0  | .0  | 2.0  |

### Playoffs
| Año   | Equipo     | PJ | PT | MPP  | %TC  | %3P  | %TL   | RPP | APP | ROB | TPP | PPP  |
| ----- | ---------- | -- | -- | ---- | ---- | ---- | ----- | --- | --- | --- | --- | ---- |
| 2002  | Sacramento | 5  | 0  | 2.8  | .000 | .000 | 1.000 | .2  | .2  | .0  | .2  | .8   |
| 2003  | Sacramento | 7  | 0  | 2.6  | .400 | .000 | 1.000 | .7  | .0  | .0  | .1  | .9   |
| 2004  | Sacramento | 3  | 0  | 6.7  | .500 | .000 | .500  | .7  | .3  | .3  | .3  | 2.3  |
| 2010  | Charlotte  | 4  | 4  | 41.0 | .477 | .455 | .657  | 9.0 | 2.3 | 1.2 | 1.5 | 17.5 |
| 2011  | Portland   | 6  | 6  | 37.7 | .448 | .276 | .875  | 9.2 | 2.8 | 1.5 | .5  | 15.2 |
| 2013  | Brooklyn   | 7  | 7  | 34.7 | .463 | .379 | .550  | 4.0 | 2.4 | 1.1 | .7  | 12.0 |
| 2015  | Boston     | 1  | 0  | 4.0  | .000 | .000 | .000  | 1.0 | .0  | .0  | .0  | .0   |
| Total | Total      | 33 | 17 | 20.9 | .455 | .333 | .726  | 3.9 | 1.4 | .7  | .5  | 7.9  |

## Vida personal
Tiene una hermana mayor, Courtney, y una hermana menor, Takova.
Tiene cuatro hijos, Daryn, Malliyah, Mya y Kennedy.

## Logros y reconocimientos
Récords personales
- Puntos: 42 (New York Knicks) 1/31/2007
- Tiros de campo anotados: 17 (Atlanta Hawks) 3/28/06
- Tiros de campo intentados: 30 (Orlando Magic) 1/16/08
- Asistencias: 10 (Philadelphia 76ers)
- Rebotes: 20 (Dos veces)
- Rebotes ofensivos: 8 (Dos veces)
- Rebotes defensivos: 17 (New Jersey Nets) 12/04/09
- Robos: 8 (Milwaukee Bucks) 1/13/2006
- Tapones: 6 (Dos veces)
- Tiros libres anotados: 17 (Minnesota Timberwolves) 11/15/10
- Tiros libres intentados: 22 (Indiana Pacers) 12/31/07
- Minutos jugados: 55(Cleveland Cavaliers) 1/11/08

Logros
- Naismith Prep Player of the Year Award (2000)
- Mejor quinteto defensivo de la NBA (2010)
- Líder en robos de la NBA (2006)
- Fue uno de los tres jugadores capaces, hasta el momento, de promediar 2 robos y 2 tapones una temporada, los otros dos son David Robinson y Hakeem Olajuwon.[cita requerida]